# Historická lesní úvraťová železnice (Vychylovka)

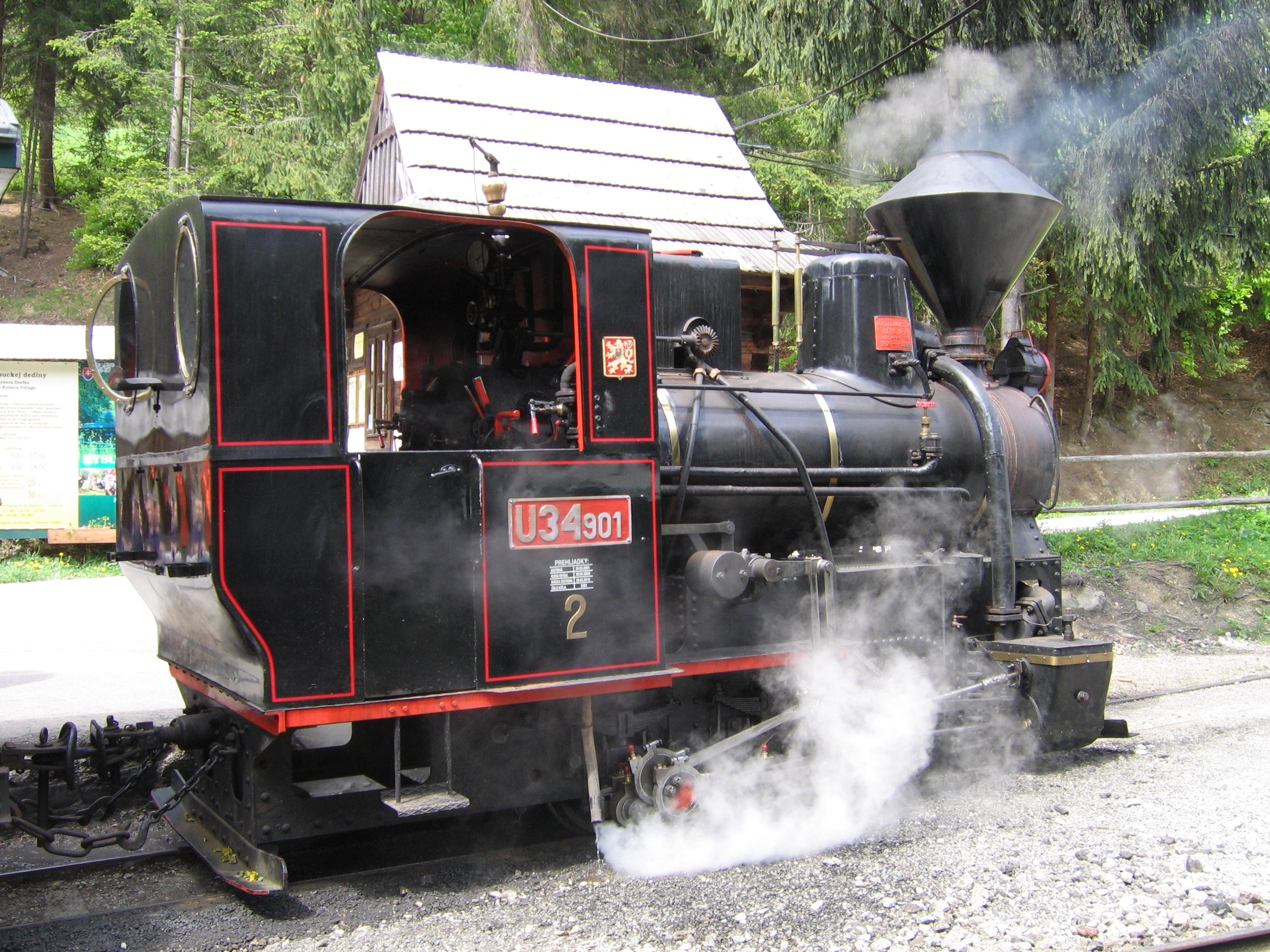
Parní lokomotiva z roku 1909

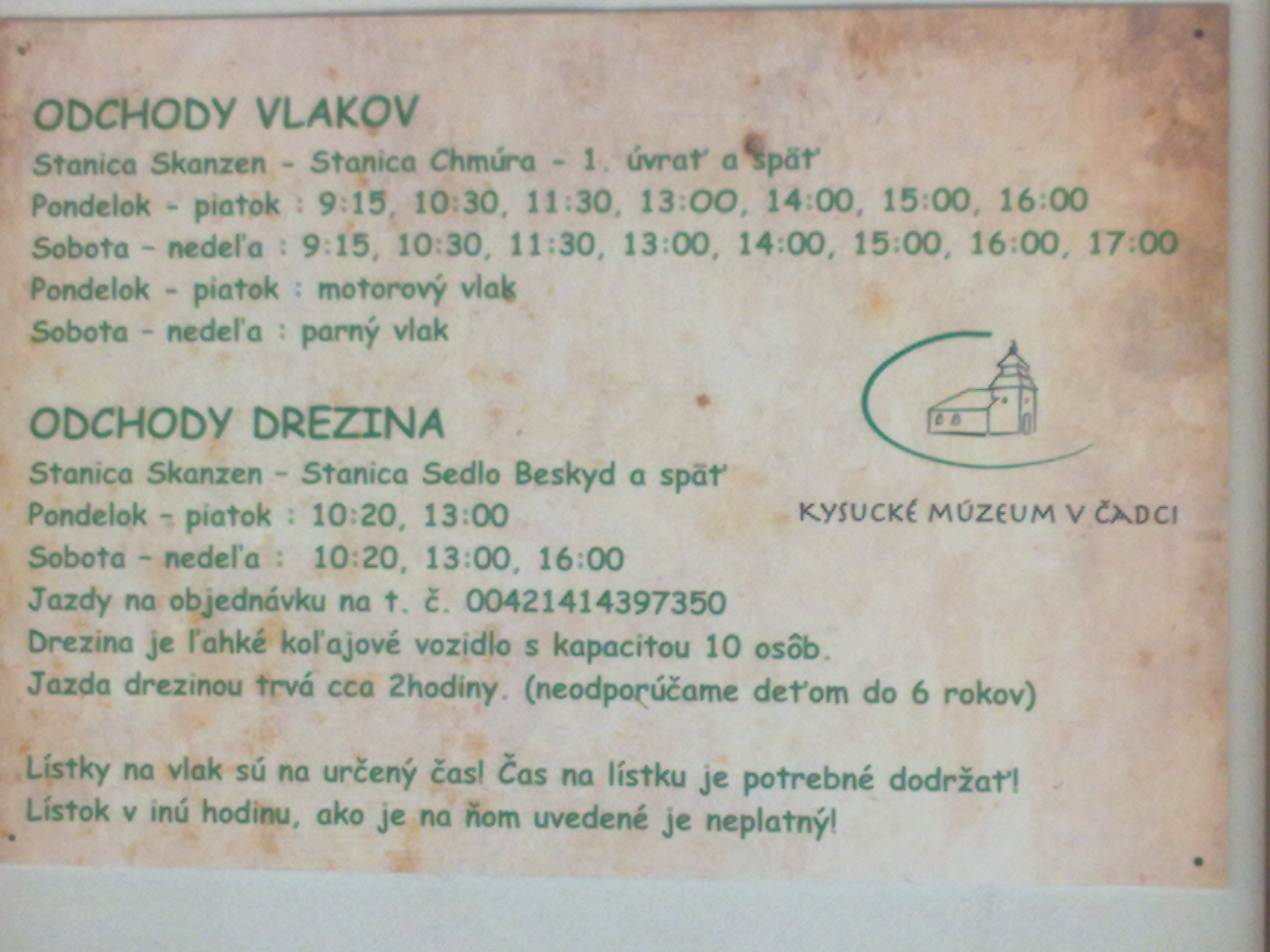
Jízdní řád HLÚŽ Vychylovka

Historická lesní úvraťová železnice (slovensky: Historická lesná úvraťová železnica) je muzejní železnice, která se nachází v Muzeu kysucké dědiny na slovenské Vychylovce (obec Zborov nad Bystricou).

## Železnice

### Začátky 1972–1987
V roce 1972 se podařilo  „na poslední chvíli“ zachránit malý, ale nejcennější[zdroj⁠?!] úsek bývalé Kysucko-oravské lesní železnice Chmúra – Sedlo-Beskyd – Tanečník. Úseky Chmúra – Kubátkovia a Tanečník – Ústrig se zachování nedočkaly.
V roce 1974 se železnice rozdělila mezi Kysucké muzeum (úsek Chmúra – Sedlo-Beskyd) a Oravské muzeum (úsek Sedlo-Beskyd – Tanečník). Unikátní úvraťový systém vlastní Kysucké muzeum.
Kysucké muzeum začalo kolem železnice stavět Muzeum kysucké dědiny a lesní železnice měla být ukázkou těžby a převážení dřeva a zároveň jedním z jeho expozičních lákadel. Z tohoto důvodu byla v letech 1977–1981 obnovena část sneseného úseku v délce 2,7 km Chmúra – Kubátkovia. Zároveň byly kupovány či půjčovány různé vozy z vozových parků jiných lesních železnic, aby mohla být provozována muzejní železnice. V rámci Kysuckého muzea dostala tato expozice jméno Historická lesní železnice (slovensky: Historická lesná železnica).
Na oravské straně začala obnova v letech 1989–1993, kdy začaly brigádnické práce v prostoru stanice Tanečník.

### Těžké časy 1988–2002
V roce 1988 byl v provizorním depu na Vychylovce velký požár, při kterém byly způsobeny nenahraditelné škody, a jen asi čtvrtinu exponátů se podařilo zachránit.
V roce 1991 se železnice konečně dočkala vyhlášení za národní kulturní památku a změnila název na současný, tedy Historická lesná úvraťová železnica (HLÚŽ). Zároveň bylo požádáno o zápis na seznam UNESCO a bylo vystavěno nové depo pro vozový park na Vychylovce.
V roce 1995 byl opraven celý úsek tratě Kubátkovia – Sedlo-Beskyd, ale provoz byl stále povolen jen v úseku Kubátkovia – Chmúra 1. úvrať. Začaly se projevovat první sesuvy půdy na úvratích.
V letech 1998 až 2000 byly na úvratích (zvlášť na první) obrovské sesuvy půdy, které způsobily, že oravský úsek trati byl zcela odříznut od Kysuce. Na Chmúře byl vystavěn provizorní přístřešek pro vozidla, pro které již nebylo místo v depu.
Pod tíhou sněhu se v roce 2002 zhroutil provizorní přístřešek na Chmúře a způsobil další vážné škody na vozovém parku.

### Železnice v nových podmínkách, od roku 2003
V roce 2003 se začalo s opravou zničeného úvraťového úseku, začala se stavět opěrná zeď, bylo položeno štěrkové lože atd. Také začaly práce na oravské straně, které předznamenávají lepší časy.
V roce 2006 nakoupilo Kysucké muzeum několik set kusů pražců pro úvratě.
Na oravské straně vznikla LÚŽ (Lesná úvraťová železnica), která začala s kompletní rekonstrukcí úseku Tanečník – Sedlo-Beskyd pro pravidelný muzejní provoz. Zároveň byla dokončena oprava zničeného úvraťového úseku. V budoucnu se uvažuje o pravidelné muzejní dopravě mezi úvratěmi, pomocí drezín.